# Polessk
Polessk, Labiawa (ros. Полесск; niem. Labiau) – miasto rejonowe w Rosji w obwodzie królewieckim nad Zalewem Kurońskim i rzeką Dejmą oraz kanałem łączącym Niemen z Dejmą i Pregołą. Jest siedzibą rejonu polesskiego. W 2021 roku liczyło 6921 mieszkańców.
Znajduje tu się stacja kolejowa Polessk, położona na linii Królewiec – Sowieck.

## Historia
Osada założona w 1258 roku. W 1352 miejsce bitwy litewsko-krzyżackiej.
Po ogłoszeniu przez króla Polski w 1454 na prośbę Związku Pruskiego aktu przyłączenia Prus, włącznie z Labiawą, do Polski, miejscowość opowiedziała się po stronie związkowej, jednakże w 1455 przeszła na stronę krzyżacką i walczyła przeciwko pobliskiemu propolskiemu miastu Welawa. Po zakończeniu wojny trzynastoletniej od 1466 Labiawa znajdowała się pod zwierzchnictwem Polski jako lenno. W 1548 miał miejsce wielki pożar. 28 czerwca 1642 roku została podniesiona do rangi miasta przez Wielkiego Elektora Fryderyka Wilhelma. Tutaj 20 listopada 1656 Wielki Elektor zawarł ugodę z Karolem Gustawem, dzięki której Prusy Książęce stały się niezależne od Polski. W 1657 miasto otoczono wałami z bastionami i fosą.

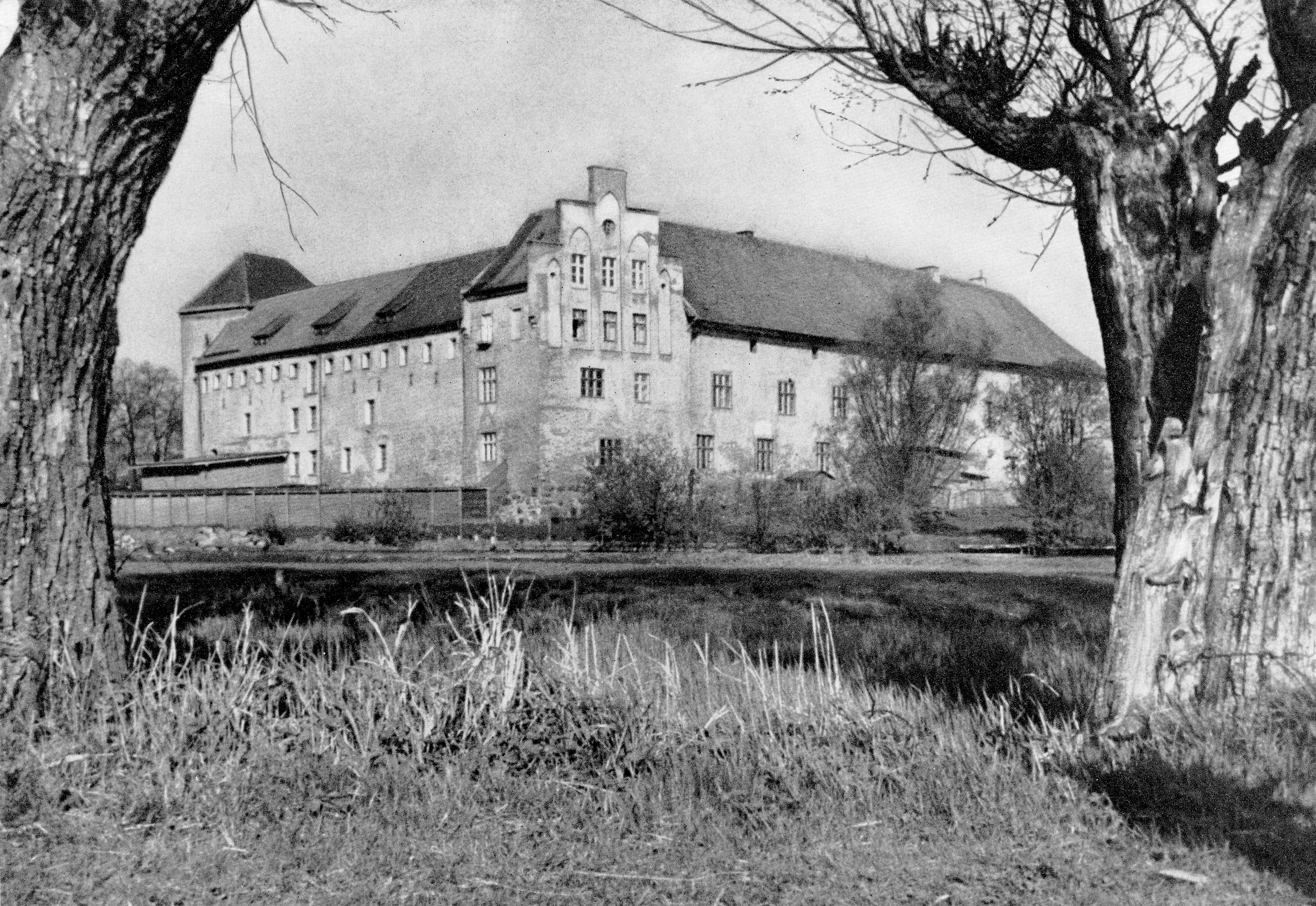
Zamek w 1914 r.

3 stycznia 1813 roku w pobliżu Labiawy, nad rzeką Dejmą doszło do bitwy między cofającymi się spod Moskwy wojskami Napoleona i armią rosyjską. W bitwie brały udział polskie pułki dowodzone przez Aleksandra Chlebowskiego i Henryka Ignacego Kamieńskiego pełniące funkcję straży tylnej.
Od 1818 roku siedziba powiatu (Landkreis), a od 1871 w granicach Niemiec.
Miasto zostało zdobyte przez oddziały 2 Frontu Białoruskiego Armii Czerwonej w dniu 23 stycznia 1945. 7 kwietnia 1946 przemianowane na Polessk. Rosyjska nazwa Polessk pochodzi od otaczających miasto lasów, błot i kanałów, przypominających krajobraz Polesia; względnie od nazwiska płk Siergieja Poleckiego, poległego w 1945 w walkach o miasto.

## Zabytki

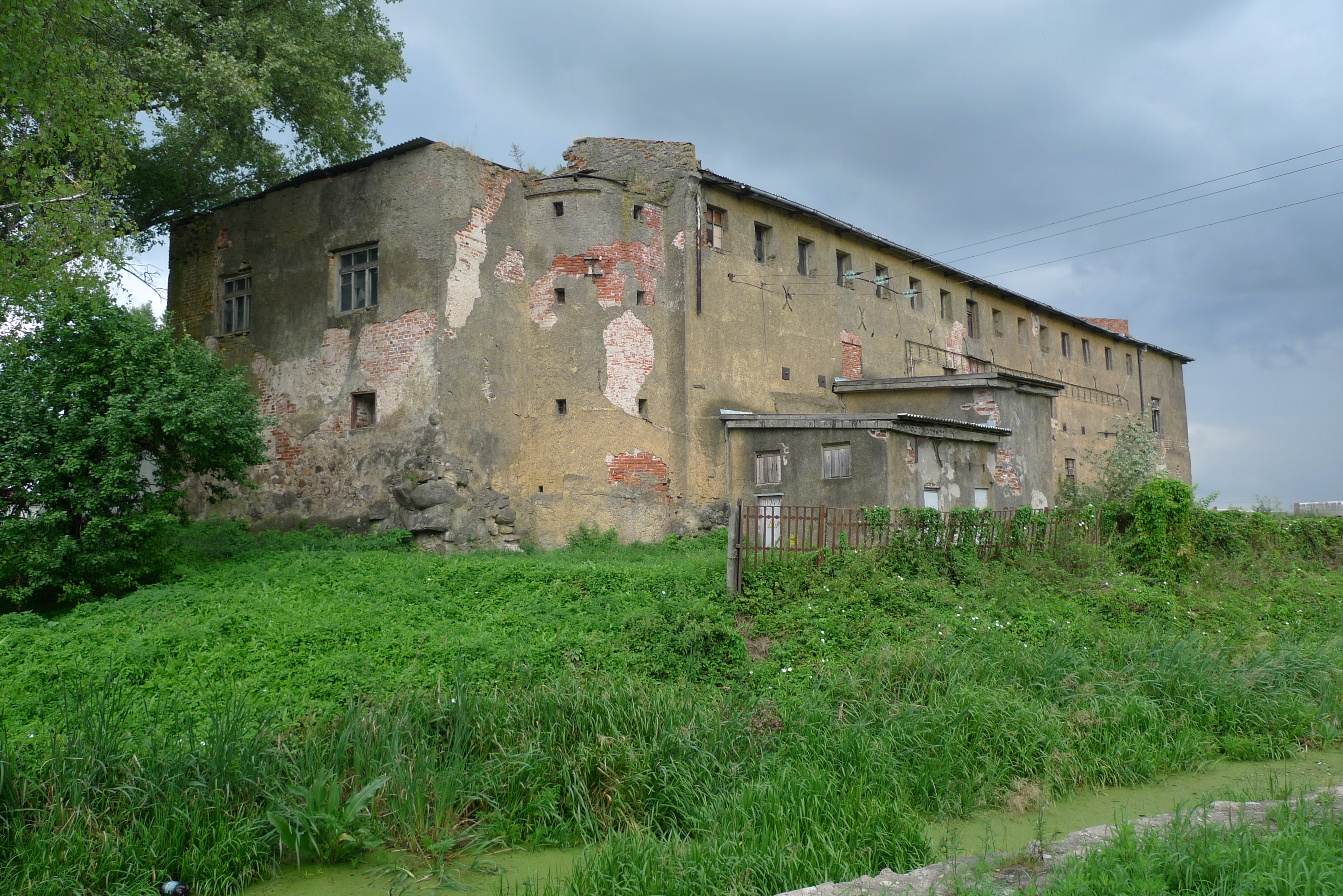
Zamek

- Zamek krzyżacki – fortyfikację zbudowano pierwotnie z drewna po podziale Sambii w 1258 r. W 1277 r. zniszczone zostało ono przez plemię Skalawów. Trzy lata później obiekt odbudowano[4] i przeznaczono na siedzibę komtura, którą był wyjątkowo krótko, bo jedynie do 1289 r. gdy dokonano przenosin komturii do Ragnety i usadowiono w Labiawie wójta podporządkowanego ragneckiemu komturowi. Jako murowany zbudowany w latach 1384–1391[5], przebudowany w XVI wieku, gdy obiekt stał się rezydencją księżnej Anny Marii – drugiej żony Albrechta Hohenzollerna. W swoich murach gościł m.in. Napoleona i Suworowa. Restaurowany przez Niemców po pożarze w 1917. Po pożarze w 1963 istniejące tu więzienie zamknięto, a obiekt przekazano Leningradzkiemu Instytutowi Rolniczemu, z którego ten po roku zrezygnował. W tym czasie istniała jeszcze wieża bramna, większa część murów podzamcza oraz parterowy magazyn z gotyckiej cegły, które w późniejszym czasie rozebrano. Opuszczony obiekt uległ pożarowi (1965) i dewastacji (przebudowie na hale fabryczne); częściowo zachowany do dzisiaj (m.in. brama wjazdowa, okaleczone fragmenty dekoracji kamieniarskiej), a jego gotyckie mury zostały otynkowane. Od 1990 w rękach samorządu z przeznaczeniem na ośrodek kultury (m.in. teatr młodzieżowy); w sali z zachowanymi sklepieniami niewielkie muzeum krajoznawcze.
- W mieście zachowana zabudowa mieszkalna z przełomu XIX/XX w., z okiennicami i ceglanymi dachówkami
- Budynek królewieckiej filii Państwowej Akademii Rolniczej w Sankt Petersburgu z 1913
- Budynek browaru z kominem z pocz. XX wieku, d. miejsce produkcji słynnego w Prusach Wschodnich piwa
- Kościół parafialny z XIV–XVI w. nie zachował się.

Na terenie powiatu labiawskiego znajdował się hitlerowski obóz koncentracyjny Hohenbruch.